# Paul Anspach
Paul Anspach (Burcht, 1º aprile 1882 – Forest, 28 agosto 1981) è stato uno schermidore belga, vincitore di due medaglie d'oro, due d'argento e una di bronzo nella scherma ai giochi olimpici.
Era il cugino di Henri Anspach. Fu presidente della Federazione Internazionale di Scherma (FIE) dal 1933 al 1948.